# Аккияк
Аккияк (каз. Аққияқ) — село в Шетском районе Карагандинской области Казахстана. Входит в состав Нураталдинского сельского округа. Код КАТО — 356473200.

## Население
В 1999 году население села составляло 95 человек (45 мужчин и 50 женщин). По данным переписи 2009 года, в селе проживало 60 человек (34 мужчины и 26 женщин).